# Guama
Guama è una città del Venezuela situata nello Stato di Yaracuy e in particolare nel comune di Sucre.